# Serie D 2013-2014
La Serie D 2013-2014 è stata la 66ª edizione del campionato interregionale di calcio disputata in Italia, e gestita per la trentaseiesima volta dalla Lega Nazionale Dilettanti.

## Stagione

### Aggiornamenti
Al torneo hanno preso parte 162 squadre divise in nove gironi da 18 squadre. Non vi sono squadre ammesse in sovrannumero, cosa che non accadeva dall'edizione 2007-2008.
L'elenco delle società aventi diritto, ma escluse dal campionato, comprende dodici squadre: le neoretrocesse dalla Seconda Divisione Milazzo e Casale, lo Sporting Terni, la Viterbese e il Ribera che hanno formulato espressa rinuncia, il Voghera, il Comprensorio Normanno, il Fidene, il SanDonà Jesolo, la Sarnese e le neopromosse Vico Equense e Fermana (vincitrice della Coppa Italia Dilettanti 2012-2013). Tuttavia in questi ultimi due casi il titolo sportivo di Serie D è stato salvato mediante quello di altre società: la nuova Fermana lo ha acquisito dal Montegranaro, mentre la squadra dell'Hyria Nola (che a sua volta aveva acquisito nel 2012 il titolo dalla vecchia Turris) si è trasferita da Nola a Vico Equense, iscrivednosi con il nome di Real Hyria.
Alle dodici vacanze d'organico, determinate da altrettante mancate iscrizioni, se ne sono aggiunte altre otto determinate da sette ripescaggi in Seconda Divisione e dalla fusione della Real Spal con la Giacomense, società di Seconda Divisione, che ha permesso alla nuova SPAL di tornare tra i professionisti. Le sette ripescate in Lega Pro sono Gavorrano, Aversa Normanna (retrocesse dalla Seconda Divisione), Casertana, Nuova Cosenza, Foggia, Real Vicenza e Virtus Verona (vincitrice dei playoff della Serie D 2012-2013).
Poiché nella precedente stagione vi erano quattro squadre in sovrannumero, si è proceduto a ripescare dall'Eccellenza solo 16 società a fronte di 20 vuoti di organico. Le ripescate sono:
- Sancolombano
- R.C. Angolana
- Rende
- Mezzocorona
- Correggese
- Budoni
- Union Ripa La Fenadora
- Pontevecchio

- Latte Dolce
- Recanatese
- Giulianova
- Grottaglie
- Triestina
- Anziolavinio
- Due Torri
- Giorgione

Avengono le seguenti fusioni con cambi di denominazione sociale, e sostituzioni:
- Il Gualdo si fonde con il Casacastalda dando vita al Gualdo Casacastalda.
- Il CTL Campania cede il titolo sportivo al Mariano Keller.
- La neoporomossa dall'Eccellenza laziale, Monterotondo Lupa, trasferisce il titolo a Maccarese e si iscrive con il nome di Giada Maccarese.
- Il Bogliasco D'Albertis si fonde con il Rapallo e si iscrive con il nome di RapalloBogliasco.

### Formato
Anche quest'anno, per determinare i piazzamenti nella graduatoria finale al termine della stagione regolare, si ricorrerà agli spareggi per determinare la vincente di ogni girone in caso di parità di punteggio tra due o più squadre prime classificate (con l'utilizzo della classifica avulsa per determinare le due sfidanti nel caso in cui vi siano più di due squadre), mentre verranno disputati i play-off per determinare le graduatorie degli eventuali ripescaggi, ricorrendo eventualmente alla classifica avulsa per decretare l'ordine di piazzamento come da Comunicato Ufficiale n. 23 della LND del 14 luglio 2011. Non essendo stata emanata nessuna particolare disposizione per far fronte alle nove società eccedenti che retrocederanno a fine stagione dalla Seconda Divisione in conseguenza della riforma della Lega Pro, è da intendersi che tali squadre andranno in sovrannumero generando eccedenze d'organico da smaltirsi progressivamente in caso di fallimenti fra i sodalizi aventi diritto a iscriversi alla prossima edizione.

## Squadre partecipanti

### Girone A
- Albese
- Asti
- Borgosesia
- Caronnese
- Chiavari Caperana
- Chieri
- Derthona
- Folgore Caratese
- Giana Erminio
- Lavagnese
- Novese
- Pro Dronero
- RapalloBogliasco
- Santhià
- Sestri Levante
- Vado
- Vallée d'Aoste
- Verbania

### Girone B
- AlzanoCene
- Aurora Seriate
- Borgomanero
- Castellana
- Caravaggio
- Darfo Boario
- Gozzano
- Lecco
- Legnago
- Inveruno
- MapelloBonate
- Olginatese
- Piacenza
- Pontisola
- Pro Piacenza
- Pro Sesto
- Sambonifacese
- Seregno

### Girone C
- Belluno
- Dro
- Este
- Fersina Perginese
- Giorgione
- Marano
- Mezzocorona
- UFM Monfalcone
- Montebelluna
- Pordenone
- San Paolo PD
- Sacilese
- Sanvitese
- Tamai
- Triestina
- Trissino-Valdagno
- Union Ripa La Fenadora
- Vittorio SMC

### Girone D
- Atletico Montichiari
- Camaiore
- Clodiense
- Correggese
- Fidenza
- Forcoli
- Formigine
- Fortis Juventus
- Imolese
- Lucchese
- Massese
- Mezzolara
- Palazzolo
- Riccione
- Romagna Centro
- Sancolombano
- Thermal Abano Teolo
- Virtus Castelfranco

### Girone E
- Arezzo
- Bastia
- Colligiana
- Deruta
- FiesoleCaldine
- Flaminia C.C.
- Foligno
- Gualdo Casacastalda
- Jolly Montemurlo
- Narnese
- Ostia Mare
- Pianese
- Pistoiese
- Pontevecchio
- Sansepolcro
- Scandicci
- Trestina
- Voluntas Spoleto

### Girone F
- Amiternina
- Ancona
- Bojano
- Celano
- Civitanovese
- Fano
- Fermana
- Giulianova
- Isernia
- Jesina
- Maceratese
- Matelica
- Olympia Agnonese
- Recanatese
- R.C. Angolana
- Sulmona
- Termoli
- Vis Pesaro

### Girone G
- Anziolavinio
- Arzachena
- Astrea
- Budoni
- Cynthia
- Fondi
- Isola Liri
- Latte Dolce
- Lupa Roma
- Giada Maccarese
- N.S. Maria delle Mole
- Olbia
- Palestrina
- Porto Torres
- San Cesareo
- Selargius
- Sora
- Terracina

### Girone H
- Bisceglie
- Brindisi
- FC Francavilla
- Gelbison
- Gladiator
- Grottaglie
- Manfredonia
- Mariano Keller
- Matera
- Monospolis
- Nardò
- Progreditur Marcianise
- Puteolana Internapoli
- Real Hyria
- Real Metapontino
- San Severo
- Taranto
- Turris Neapolis

### Girone I
- Agropoli
- Akragas
- Battipagliese
- Città di Messina
- Comprensorio Montalto
- Due Torri
- HinterReggio
- Licata
- Noto
- Nuova Gioiese
- Orlandina
- Pomigliano
- Pro Cavese
- Ragusa
- Rende
- Savoia
- Torrecuso
- Vibonese

## Play-off
I play-off sono incominciati con la prima fase che si è svolta l'11 maggio, e vi hanno preso parte le squadre classificate dalla 2ª alla 5ª posizione. Le formazioni si sono affrontate in un unico confronto diretto 2ª contro 5ª e 3ª contro 4ª. Al termine dei novanta minuti, se il punteggio sarà di parità, si giocheranno i supplementari e in caso di ulteriore parità sarà qualificata al turno successivo la squadra meglio classificata nella stagione regolare.
La seconda fase si è giocata il 14 maggio e prevedeva una finale tra le due vincenti delle semifinali play-off dello stesso girone. Anche qui gara unica giocata in casa della meglio classifica nella stagione regolare, in caso di parità si procederà regolarmente con supplementari e in caso di ulteriore parità sarà qualificata al turno successivo la squadra meglio classificata.

### Terza fase
La terza fase si è giocata il 18 maggio e vi hanno preso parte le nove vincenti dei play-off a gironi e la migliore semifinalista della Coppa Italia. Sono state identificate cinque teste di serie in base alla classifica della stagione regolare e gli abbinamenti sono stati effettuati in base alla distanza chilometrica. Si è giocato in gara unica in casa delle teste di serie. In caso di parità al 90' si andrà direttamente ai calci di rigore.
Teste di serie
 Correggese (2ª classificata Girone D)
 Akragas (2ª classificata Girone I)
 Foligno (2ª classificata Girone E)
 Matelica (2ª classificata Girone F)
 Taranto (2ª classificata Girone H)
Non teste di serie
 Borgosesia (3ª classificata Girone A)
 Olginatese (2ª classificata Girone B)
 Sacilese (3ª classificata Girone C)
 San Cesareo (3ª classificata Girone G)
 Arezzo (miglior semifinalista Coppa Italia di Serie D)
|            | Risultati     |             | Luogo e data              |
| ---------- | ------------- | ----------- | ------------------------- |
| Matelica   | 0-0 (2-0 dtr) | Sacilese    | Matelica, 18 maggio 2014  |
| Correggese | 1-0           | Olginatese  | Correggio, 18 maggio 2014 |
| Foligno    | 1-2           | Borgosesia  | Foligno, 18 maggio 2014   |
| Akragas    | 4-0           | San Cesareo | Agrigento, 18 maggio 2014 |
| Taranto    | 0-1           | Arezzo      | Taranto, 18 maggio 2014   |
|            |               |             |                           |

### Quarta fase
La quarta fase si è giocata il 25 maggio e vi hanno partecipato le cinque squadre uscite vincitrici dagli scontri diretti della terza fase a cui si è aggiunta la squadra sconfitta nella finale della Coppa Italia. Sono state identificate tre teste di serie in base alla classifica della stagione regolare e gli accoppiamenti sono stati effettuati in base alla distanza chilometrica. Si è giocato in gara unica in casa delle teste di serie. In caso di parità al 90' si è andato direttamente ai calci di rigore.
Teste di serie:
 Correggese (2ª classificata Girone D)
 Akragas (2ª classificata Girone I)
 Matelica (2ª classificata Girone F)
Non teste di serie
 Borgosesia (3ª classificata Girone A)
 Arezzo (miglior semifinalista Coppa Italia di Serie D)
 Pontisola (finalista Coppa Italia di Serie D)
|            | Risultati     |            | Luogo e data              |
| ---------- | ------------- | ---------- | ------------------------- |
| Correggese | 1-1 (5-4 dtr) | Pontisola  | Correggio, 25 maggio 2014 |
| Matelica   | 2-0           | Borgosesia | Matelica, 25 maggio 2014  |
| Akragas    | 1-0           | Arezzo     | Agrigento, 25 maggio 2014 |
|            |               |            |                           |

### Semifinali
Le semifinali si sono giocate il 1º giugno e hanno visto al via quattro squadre, le tre vincenti del turno precedente e la vincente della Coppa Italia. Si è giocato in gara unica in casa delle squadre meglio classificate nella stagione regolare nei rispettivi gironi. In caso di parità al 90' si andrà direttamente ai calci di rigore.
Teste di serie
 Correggese (2ª classificata Girone D)
 Akragas (2ª classificata Girone I)
Non teste di serie
 Matelica (2ª classificata Girone F)
 Pomigliano (vincitrice Coppa Italia di Serie D)
|            | Risultati |            | Luogo e data              |
| ---------- | --------- | ---------- | ------------------------- |
| Correggese | 2-1       | Matelica   | Correggio, 1º giugno 2014 |
| Akragas    | 3-1       | Pomigliano | Agrigento, 1º giugno 2014 |
|            |           |            |                           |

### Finale
La finalissima si è giocata l'8 giugno. Le due squadre vincenti della semifinale si sono affrontate in finale unica in campo neutro (a Fondi). Il regolamento prevedeva direttamente i tiri di rigore se dopo il 90' il punteggio fosse stato di parità.
|            | Risultati     |         | Luogo e data         |
| ---------- | ------------- | ------- | -------------------- |
| Correggese | 1-1 (7-6 dtr) | Akragas | Fondi, 8 giugno 2014 |
|            |               |         |                      |

Il 1º agosto 2014 la FIGC ha ritenuto di non ravvisare né nella Correggese, né in nessun'altra società delle finali playoff di Serie D il soddisfacimento dei rinnovati criteri di ammissione al calcio professionistico. In particolare la Federazione ha ribadito come, se deroghe provvisorie possono essere concesse per i club promossi sul campo onde tutelare il risultato sportivo, nessuna indulgenza può essere prevista in ambito di ripescaggi. Tenuto conto anche il pesante tributo chiesto in tema di retrocessioni ai club di Seconda Divisione nell'ambito della riforma dei campionati, la Federcalcio ha deciso di fornirsi solo in quel bacino per selezionare i ripescaggi dell'estate 2014.

## Poule scudetto
Per l'assegnazione del titolo italiano di Serie D, al termine della stagione regolare, le nove squadre prime classificate sono state suddivise in tre triangolari e si sono incontrate in gare di sola andata. Le vincenti dei triangolari e la miglior seconda hanno accesso alle semifinali, che si disputeranno, così come per la finale Scudetto, in campo neutro e senza tempi supplementari: in caso di parità si andrà direttamente ai rigori. Nel caso in cui due o tutte e tre le squadre avessero concludeso il proprio triangolare a pari punti, per determinare la vincente si sarebbe tenuto conto dello scontro diretto e della migliore posizione nella classifica della Coppa Disciplina. Per stabilire la migliore tra le seconde, si sarebbe tenuto conto, dei punti ottenuti negli incontri disputati, della migliore posizione nella classifica della Coppa Disciplina, dell'età media più giovane.

### Squadre partecipanti
| Triangolare 1 | Triangolare 2 | Triangolare 3 |
| ------------- | ------------- | ------------- |
| Giana Erminio | Lucchese      | Lupa Roma     |
| Pro Piacenza  | Pistoiese     | Matera        |
| Pordenone     | Ancona        | Savoia        |

### Turno preliminare

#### Triangolare 1
| Squadra          | P.ti | G | V | N | P | GF | GS | DR |
| ---------------- | ---- | - | - | - | - | -- | -- | -- |
| 1. Pordenone     | 4    | 2 | 1 | 1 | 0 | 5  | 4  | +1 |
| 2. Pro Piacenza  | 4    | 2 | 1 | 1 | 0 | 6  | 5  | +1 |
| 3. Giana Erminio | 0    | 2 | 0 | 0 | 2 | 3  | 5  | -2 |

|               | Risultati |               | Luogo e data               |
| ------------- | --------- | ------------- | -------------------------- |
| Pro Piacenza  | 3-2       | Giana Erminio | Piacenza, 11 maggio 2014   |
| Giana Erminio | 1-2       | Pordenone     | Gorgonzola, 18 maggio 2014 |
| Pordenone     | 3-3       | Pro Piacenza  | Pordenone, 24 maggio 2014  |
|               |           |               |                            |

#### Triangolare 2
| Squadra      | P.ti | G | V | N | P | GF | GS | DR |
| ------------ | ---- | - | - | - | - | -- | -- | -- |
| 1. Lucchese  | 4    | 2 | 1 | 1 | 0 | 2  | 1  | +1 |
| 2. Ancona    | 3    | 2 | 1 | 0 | 1 | 3  | 3  | 0  |
| 3. Pistoiese | 1    | 2 | 0 | 1 | 1 | 1  | 2  | -1 |

|           | Risultati |           | Luogo e data            |
| --------- | --------- | --------- | ----------------------- |
| Pistoiese | 0-0       | Lucchese  | Pistoia, 11 maggio 2014 |
| Ancona    | 2-1       | Pistoiese | Ancona, 18 maggio 2014  |
| Lucchese  | 2-1       | Ancona    | Lucca, 25 maggio 2014   |
|           |           |           |                         |

#### Triangolare 3
| Squadra      | P.ti | G | V | N | P | GF | GS | DR |
| ------------ | ---- | - | - | - | - | -- | -- | -- |
| 1. Lupa Roma | 4    | 2 | 1 | 1 | 0 | 3  | 2  | +1 |
| 2. Matera    | 2    | 2 | 0 | 2 | 0 | 1  | 1  | 0  |
| 3. Savoia    | 1    | 2 | 0 | 1 | 1 | 1  | 2  | -1 |

|           | Risultati |           | Luogo e data                     |
| --------- | --------- | --------- | -------------------------------- |
| Savoia    | 0-0       | Matera    | Torre Annunziata, 11 maggio 2014 |
| Lupa Roma | 2-1       | Savoia    | Fiumicino, 18 maggio 2014        |
| Matera    | 1-1       | Lupa Roma | Matera, 25 maggio 2014           |
|           |           |           |                                  |

### Fase finale
Le squadre qualificate alla fase finale, accederanno alle semifinali che, così come la finale, si disputeranno in campo neutro dal 29 al 31 maggio.
Per gli incontri della fase finale non sono previsti al termine dei 90' i tempi supplementari, ma in caso di parità si andrà direttamente ai calci di rigore.

#### Semifinali
|              | Risultati     |           | Luogo e data                      |
| ------------ | ------------- | --------- | --------------------------------- |
| Pordenone    | 0-0 (4-1 dtr) | Lucchese  | Arezzo, 29 maggio 2014            |
| Pro Piacenza | 1-1 (3-4 dtr) | Lupa Roma | Città di Castello, 29 maggio 2014 |
|              |               |           |                                   |

#### Finale
|           | Risultati |           | Luogo e data           |
| --------- | --------- | --------- | ---------------------- |
| Lupa Roma | 0-1       | Pordenone | Arezzo, 31 maggio 2014 |
|           |           |           |                        |